# کوری هنری
کوری الکساندر هنری (زاده ۲۷ فوریه ۱۹۸۷) خواننده، ترانه‌سرا، پیانیست، نوازنده ارگ و تهیه‌کننده موسیقی آمریکایی است. هنری که یکی از اعضای سابق گروه Snarky Puppy بود، فعالیت هنری خود را با هنر عشق، اولین تولید مستقل خود، آغاز کرد. در ۳۰ اکتبر ۲۰۲۰، او پروژه کامل سال دوم خود را به نام «چیزی برای گفتن» منتشر کرد که شامل آهنگ نوشته مارک ای باسی «بدون تفنگ» بود. در همان سال او Art of Love Live و Christmas With You را هر دو تحت عنوان Culture Collective Records منتشر کرد.
هنری توسط کوئینسی جونز انتخاب شد تا سرپرستی موسیقی متن افتتاحیه سریال آمریکایی The Shed در نیویورک را به عهده بگیرد. در ۵ آگوست ۲۰۲۱، Beats Electronics برای اولین بار تبلیغی را با حضور ورزشکار Sha'Carri Richardson با آهنگ "Run to Glory" که توسط کوری هنری، کانیه وست و دکتر Dre تهیه شده و نوشته شده بود، پخش کرد. هنری همچنین به عنوان تهیه‌کننده و آهنگساز آهنگ " ۲۴ " از دهمین آلبوم استودیویی وست دوندا شناخته می‌شود.

## اوایل زندگی
هنری در بروکلین نیویورک، جایی که تنها در دو سالگی پیانو و ارگ B3 می‌نواخت و تنها پنج سال سن داشت که او را «استاد هنری» به دلیل توانایی او در همراهی هر آهنگی با هر کلیدی در ارگ هاموند صدا می‌زدند به دنیا آمد. او در شش سالگی نمایشی را در تئاتر آپولو. بازی کرد.

## حرفه موسیقی
تورهای موسیقی او در سال ۲۰۰۶ آغاز شد و از آن زمان با بسیاری از هنرمندان جریان اصلی، از جمله بروس اسپرینگستین، مایکل مک‌دونالد، پی دیدی، بویز دوم مردان، کنی گرت، و The Roots و هنرمندان انجیل از جمله دانی مک‌کلورکین، تور برگزار کرد
او آلبوم First Steps خود را در ۲۱ ژوئیه ۲۰۱۴ توسط Wild Willis Jones Records منتشر کرد. این آلبوم در چارت‌های بیلبورد قرار گرفت و در آلبوم‌های برتر جاز و آلبوم‌های برتر هیت سیکر قرار گرفت و به ترتیب در رتبه‌های پنج و ۳۰ قرار گرفت. دومین آلبوم او، ضبط زنده، The Revival، در ۱۸ مارس ۲۰۱۶ توسط GroundUp Music منتشر شد. این آلبوم در آلبوم‌های برتر انجیل و آلبوم‌های جاز برتر قرار گرفت، جایی که به ترتیب در رتبه پنجم و شماره دو قرار گرفت.
در ۱۳ آوریل ۲۰۱۸، هنری اولین تک آهنگ خود "Trade It All" را با گروه خود The Funk Apostles منتشر کرد. سه ماه بعد، در ۱۳ ژوئیه ۲۰۱۸، کوری «هنر عشق» را منتشر کرد.
در سال ۲۰۱۸، هنری گروه Snarky Puppy را ترک کرد تا کار انفرادی خود را با اولین پروژه مستقل خود، Art of Love آغاز کند. در ۳۱ اکتبر ۲۰۲۰، هنری رکورد کامل دوره دوم خود را به نام «چیزی برای گفتن» منتشر کرد.
در ۱۷ سپتامبر ۲۰۲۱، هنری سومین آلبوم انفرادی خود "Best of Me" را منتشر کرد که در آن هنری آواز، ارگ هاموند B3، سینتی سایزر موگ و هارپجی را جرا کرده‌است. به گفته هنری، این آلبوم «مجموعه‌ای از آهنگ‌هایی است که از قهرمانان موسیقی [او] نوشته و الهام گرفته شده‌است»، با تأثیراتی از جمله استیوی واندر، ماروین گی، دانی هاتاوی، پی‌فانک و جیمز براون.